# Linkin Park and Friends – Celebrate Life in Honor of Chester Bennington
Linkin Park and Friends – Celebrate Life in Honor of Chester Bennington foi um concerto da banda americana de rock Linkin Park. O concerto foi um tributo ao ex-vocalista da banda, Chester Bennington, que morreu em 20 de julho de 2017. O concerto foi realizado em 27 de outubro de 2017 no Hollywood Bowl.
Essa foi a primeira performance do Linkin Park após a morte de Bennington. O concerto teve a participação de vários artistas, incluindo Blink-182, membros do System of a Down, Korn, Avenged Sevenfold, Bring Me the Horizon, Yellowcard, Kiiara e outros.
Em novembro de 2017, a qualidade de vídeo e áudio do show no canal do YouTube da banda, foram melhorados e teve uma nova introdução. Isso fez com que a duração do vídeo também fosse diminuída para exatas 3 horas. Linkin Park and Friends... obteve uma indicação na categoria: "Momento Musical do Ano" pela NME Awards de 2018. Os prêmios ocorreram em 14 de fevereiro.

## Antecedentes
Chester Bennington morreu em 20 de julho de 2017, dias antes do Linkin Park iniciar a etapa americana do One More Light World Tour para promover o seu sétimo álbum de estúdio, One More Light. Em resposta, a banda cancelou a sua turnê, um dia após a morte do vocalista.
Em 22 de agosto, o Linkin Park anunciou planos para sediar um concerto em homenagem a Chester Bennington em Los Angeles. Mais tarde, a banda confirmou que o concerto aconteceria em 27 de outubro no Hollywood Bowl que foi intitulado como: "Linkin Park and Friends – Celebrate Life in Honor of Chester Bennington". Em 23 de setembro, a banda anunciou que o concerto estava oficialmente esgotado. Em 20 de outubro, a banda anunciou que o evento seria transmitido ao vivo em seu canal no YouTube. 

## Participantes

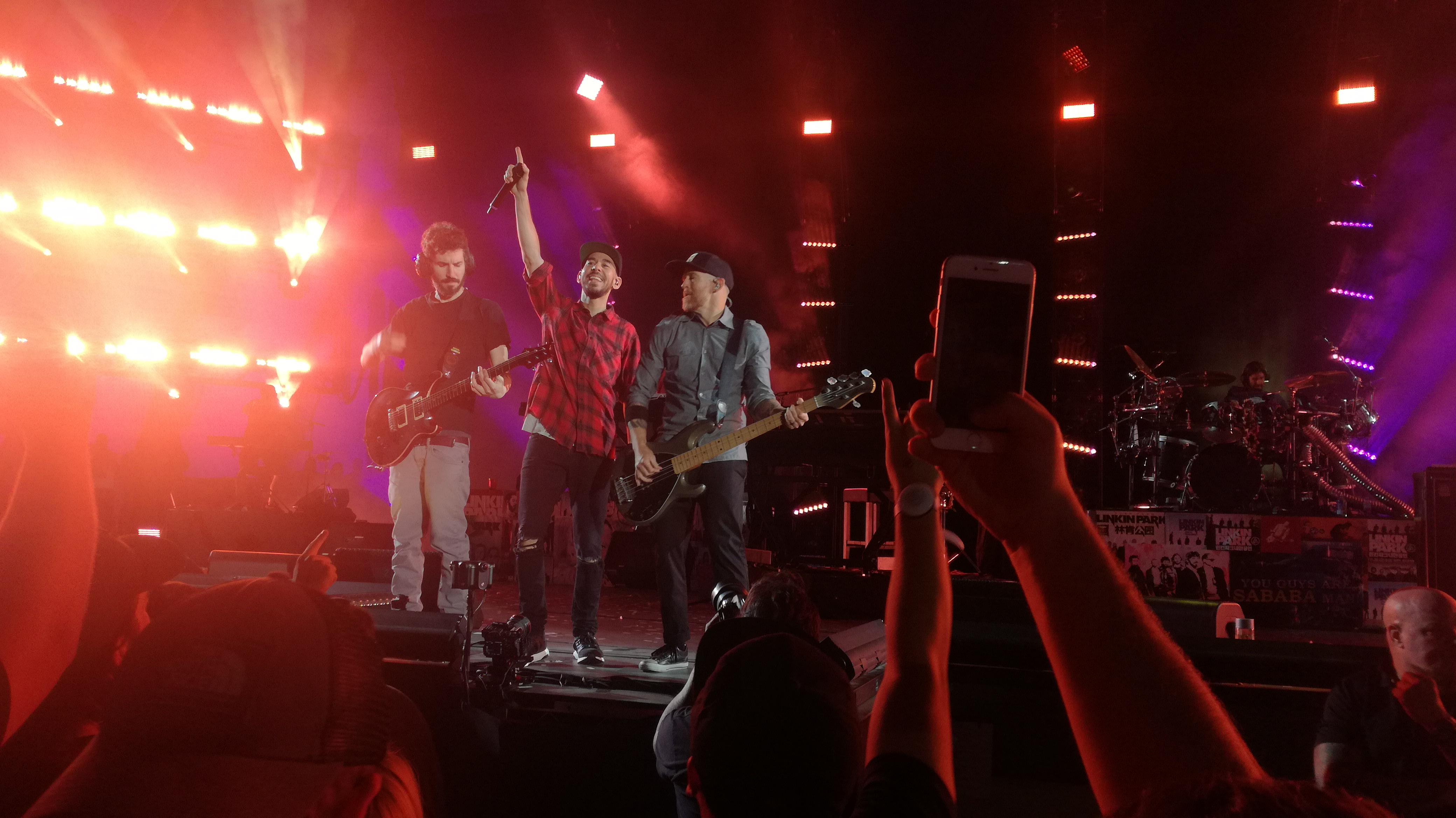
Linkin Park no Hollywood Bowl em 2017.

- Linkin Park - Mike Shinoda, Dave Farrell, Joe Hahn, Brad Delson, Rob Bourdon[14]
- Blink-182[15]
- Jonathan Davis[15] de Korn
- M. Shadows[15] e Synyster Gates[15] de Avenged Sevenfold
- Ryan Key[15] de Yellowcard
- Oliver Sykes de Bring Me the Horizon[16]
- Kiiara[15]
- Daron Malakian e Shavo Odadjian de System of a Down[15]
- Adrian Young, Tony Kanal e Tom Dumont de No Doubt
- Zedd[17]
- Machine Gun Kelly[18]
- Echosmith
- Takahiro Morita de One Ok Rock[19]
- Gavin Rossdale de Bush
- Alanis Morissette
- Steve Aoki
- Bebe Rexha
- Jeremy McKinnon de A Day To Remember
- Deryck Whibley e Frank Zummo de Sum 41
- Julia Michaels
- Steven McKellar de Civil Twilight
- Jonathan Green
- Ilsey Juber

## Set list
Linkin Park
1. Medley: "Robot Boy" / "The Messenger" / "Iridescent"
2. "Roads Untraveled"
3. "Numb" (instrumental)
4. "Shadow of the Day" (estendido, acompanhado por "With or Without You" de U2; performance com Ryan Key de Yellowcard)
5. "Leave Out All the Rest" (performance com Gavin Rossdale de Bush)
6. "Somewhere I Belong" (performance com Takahiro Morita de One Ok Rock)
7. "Castle of Glass" (performance com Tony Kanal, Tom Dumont, e Adrian Young de No Doubt e Alanis Morissette)
8. "Rest" (performance de Alanis Morissette)
9. "Nobody Can Save Me" (performance com Steven McKellar de Civil Twilight e Jonathan Green)
10. "Battle Symphony" (performance com Jonathan Green
11. "Sharp Edges" (performance com Ilsey Juber)
12. "Talking to Myself" (versão estendida com "All Along the Watchtower" de Bob Dylan; performance com Ilsey Juber)
13. "Heavy" (performance com Kiiara e Julia Michaels)
14. "One More Light"
15. "Looking for an Answer" (nova canção; performado por Mike Shinoda)
16. "Waiting for the End" (intro e versão estendidos com "Until It Breaks" por Linkin Park; performance com Steven McKellar de Civil Twilight e Sydney Sierota de Echosmith)
17. "Crawling" (performance com Oliver Sykes de Bring Me the Horizon e Zedd)
18. "Papercut" (performance com Machine Gun Kelly)
19. "One Step Closer" (performance com Ryan Shuck e Amir Derakh de Dead By Sunrise e Jonathan Davis de Korn)
20. "A Place for My Head" (performance com Jeremy McKinnon de A Day to Remember)
21. "Rebellion" (performance com Daron Malakian e Shavo Odadjian de System of a Down e Frank Zummo de Sum 41)
22. "The Catalyst" (performance com Deryck Whibley e Frank Zummo de Sum 41)
23. "I Miss You" (performance de Blink-182 com Linkin Park)
24. "What I've Done" (performance com Mark Hoppus, Travis Barker e Matt Skiba de Blink-182)
25. "In the End"

Encore
1. "Iridescent"
2. "New Divide" (performance com vocais ao vivo de Chester Bennington em 2014 no Hollywood Bowl)
3. "A Light That Never Comes" (performance com Steve Aoki, Frank Zummo de Sum 41, e Bebe Rexha)
4. "Burn It Down" (performance com M. Shadows de Avenged Sevenfold)
5. "Faint" (estendido; performance com M. Shadows e Synyster Gates de Avenged Sevenfold):
6. "Bleed It Out" / "The Messenger" (primeira metade de "Bleed It Out" seguido por "The Messenger"; performance com todos os participantes, incluindo vocais de estúdio de Chester Bennington numa parte de "Bleed It Out".)

Ref.

## Prêmios e indicações
| Prêmio     | Data da cerimônia       | Categoria              | Recipiente(s) e nomeação(ões)                                           | Resultado | Ref.  |
| ---------- | ----------------------- | ---------------------- | ----------------------------------------------------------------------- | --------- | ----- |
| NME Awards | 14 de fevereiro de 2018 | Momento Musical do Ano | Linkin Park and Friends – Celebrate Life in Honor of Chester Bennington | Indicado  | [ 7 ] |